# Mikroregion Madeira

Mikroregion Madeira

Mikroregion Madeira – mikroregion w brazylijskim stanie Amazonas należący do mezoregionu Sul Amazonense. Ma powierzchnię 221.979,4 km²

## Gminy
- Apuí
- Borba
- Humaitá
- Manicoré
- Novo Aripuanã